# Emilio Giménez
Emilio Giménez Julián (1932 - Valencia, 23 de julio de 2014) fue un arquitecto y profesor español, que dictó clases de Proyectos Arquitectónicos de la Universidad Politécnica de Valencia.

## Biografía
Emilio Giménez estudió en Barcelona donde fue discípulo de José Antonio Coderch, con quien dio sus primeros pasos en el mundo profesional trabajando en su despacho durante dos años. La impronta de su maestro se haría evidente en el desarrollo de su obra, sobre todo en el aprovechamiento y notoriedad que Giménez otorgaría a los patios interiores, y a su vez, su clara tendencia hacia el racionalismo y la austeridad, le llevaría a distinguirse.
Posteriormente regresó a Valencia donde se convirtió en uno de los primeros profesores de Proyectos Arquitectónicos de la Escuela Técnica Superior de Arquitectura de Valencia, refundada por aquel entonces, y de la que se convertiría en profesor.
Su obra más conocida es la del IVAM, proyectada en 1986 junto con Carlos Salvadores y construida entre 1987 y 1989, pero también llevó a cabo otros proyectos muy representativos como el taller del escultor Andreu Alfaro y la posterior ampliación para albergar la Colección Alfaro Hofmann. En el año 2000 ganó el concurso para la remodelación del IVAM junto con Julián Esteban Chapapría, dándole la forma que actualmente tiene el edificio.
Otros proyectos de Giménez de menor repercusión son la casa del cantautor Raimon en Jávea o el pabellón efímero de la Comunidad Valenciana en la Expo'92 de Sevilla. También proyectó edificios de viviendas en diferentes puntos de la ciudad de Valencia.
Durante los setenta se relacionó con la Vanguardia valenciana, entrando en contacto con Equipo Crónica, Andreu Alfaro, Ana Peters, Joan Fuster, Raimon y Tomás Llorens, y su labor como docente le llevó a entrar en contacto con promesas de la arquitectura valenciana ya consagradas hoy día, como es el caso de Fran Silvestre.
En 2010 le fue concedido un premio como reconocimiento a su trayectoria profesional otorgado por el Colegio Oficial de Arquitectos de la Comunidad Valenciana.